# Amorevole/La verità
Amorevole/La verità è l'8º singolo di Mina, pubblicato nel 1959 dall'etichetta Italdisc.

## Storia
Contiene due cover di brani italiani del 1959, entrambe presenti nell'antologia Ritratto: I singoli Vol. 1 del 2010 che raccoglie in ordine cronologico tutti i brani pubblicati su 45 giri ufficiali dall'artista. I Solitari accompagnano Mina e curano gli arrangiamenti nei due brani.
Il brano Amorevole, successo di Nicola Arigliano, venne inclusa solo nella raccolta sul CD Una Mina d'amore del 2004, insieme al lato B di questo singolo. Nel 1974 la cantante ripropone il pezzo in versione acustica col solo pianoforte di Renato Sellani, nell'album ufficiale Baby Gate.
Il brano La verità, già proposto da Betty Curtis, non deve essere confusa con il brano di ugual titolo, inciso da Mina nell'album ufficiale Catene del 1984, a sua volta una cover di una canzone interpretata da Paul Anka nel 1965.
La versione di questo 45 giri è nell'EP ufficiale Buon dì/Piangere un po'/Tintarella di luna/La verità, pubblicato lo stesso anno. Sarà poi inserita nell'album ufficiale di esordio della cantante, Tintarella di luna del 1960.

## Copertina
Pubblicato con la stessa copertina fotografica, diversa fronte e retro, stampata su 3 colori di fondo differenti: marrone  fronte (JPG). e  retro. ufficiali, blu ( fronte.,  retro.) e gialla ( fronte. e  retro.. Oltre alla consueta  generica custodia rossa (JPG). forata a marchio Italdisc / Broadway.

## Tracce
Lato A
1. Amorevole – 2:32 (testo: Vito Pallavicini, Antonietta De Simone – musica: Vittorio Buffoli, Pino Massara; edizioni musicali Ariston)

Lato B
1. La verità – 2:06 (testo: Umberto Bertini – musica: Enzo Di Paola, Sandro Taccani; edizioni musicali Tiber)